# Gary Weeks
Edson Gary Weeks (ur. 4 czerwca 1972 roku w Wiesbaden) – amerykański aktor filmowy i telewizyjny niemieckiego pochodzenia, także producent filmowy i scenarzysta.

## Życiorys
Urodzony w Niemczech, dorastał w Morris, w stanie Georgia. Przed przeprowadzką do Los Angeles pod koniec 1999 roku studiował na Uniwersytecie Georgia i szkole filmowej przy Georgia State University. Był dwukrotnym mistrzem koszykówki w liceum, grał w baseball, Georgia Bulldogs i piłkę nożną. Gary jest także zapalonym pisarzem, poetą i autorem wielu scenariuszy, w tym 29 Reasons to Run (2006) i Deadland (2009). 
Jego brat Tony Weeks jest wokalistą. Ma siostrę Sherri Toney.

## Wybrana filmografia

### Filmy kinowe i wideo
- 2000: Liga złamanych serc (The Broken Hearts Club: A Romantic Comedy)
- 2016: Sully

### Filmy TV
- 1998: Pierwsza liga III: Powrót do źródeł (Major League: Back to the Minors) jako Buzz
- 2000: Dzieciak (The Kid) jako syn Russella
- 2002: Czerwony horyzont (Red Skies) jako agent #1
- 2004: Tygrysi rejs (Tiger Cruise) jako sierżant Tom Hillman
- 2009: Bez wyjścia (Nowhere to Hide) jako oficer Randolph

### Seriale TV
- 1999: Sunset Beach jako policjant
- 2001: Kronika nie z tej ziemi (The Chronicle) jako Darren
- 2003: Wstrząsy (Tremors) jako Brock
- 2005: 24 godziny (24) jako Dalton, agent CTU
- 2005: Życie na fali (The O.C.) jako policjant #2
- 2006: CSI: Kryminalne zagadki Miami (CSI: Miami) jako świadek
- 2006: Weronika Mars (Veronica Mars) jako Detailer
- 2007: Chuck (Chuck) jako palący się mężczyzna
- 2008: Biuro (The Office) jako policjant #1
- 2009: Detektyw Monk (Monk) jako pan Cooper
- 2010: Wszystkie moje dzieci (All My Children) jako dr Clayton